# Caput Cilla
Caput Cilla (łac. Diocesis  Caput Cillensis) – stolica historycznej diecezji we Cesarstwie rzymskim w prowincji Mauretania Cezarensis, zlikwidowana w VII w. podczas ekspansji islamskiej, współcześnie w północnej Algierii. Obecnie katolickie biskupstwo tytularne. 

## Biskupi tytularni
| Lp. | Biskup                   | Funkcja                                  | Od                   | Do               |
| --- | ------------------------ | ---------------------------------------- | -------------------- | ---------------- |
| 1   | Leobard D’Souza          | biskup koadiutor Jabalpur (Indie)        | 12 listopada 1964    | 17 grudnia 1965  |
| 2   | James Philip Mulvihill   | wikariusz apostolski Whitehorse (Kanada) | 18 grudnia 1965      | 13 lipca 1967    |
| 3   | Félix Ley                | administrator apostolski Naha (Japonia)  | 11 marca 1968        | 23 stycznia 1972 |
| 4   | John Rodgers             | emerytowany biskup Tonga (Tonga)         | 7 kwietnia 1972      | 1 marca 1973     |
| 5   | Guy Romano               | administrator apostolski Niamey (Niger)  | 25 czerwca 1984      | 3 marca 1997     |
| 6   | Joseph Naumann           | biskup pomocniczy St. Louis (USA)        | 9 lipca 1997         | 7 stycznia 2004  |
| 7   | Juan Navarro Castellanos | biskup pomocniczy Acapulco (Meksyk)      | 31 stycznia 2004     | 12 lutego 2009   |
| 8   | Ilson de Jesus Montanari | urzędnik Kurii Rzymskiej                 | 12 października 2013 |                  |